# Prowincja

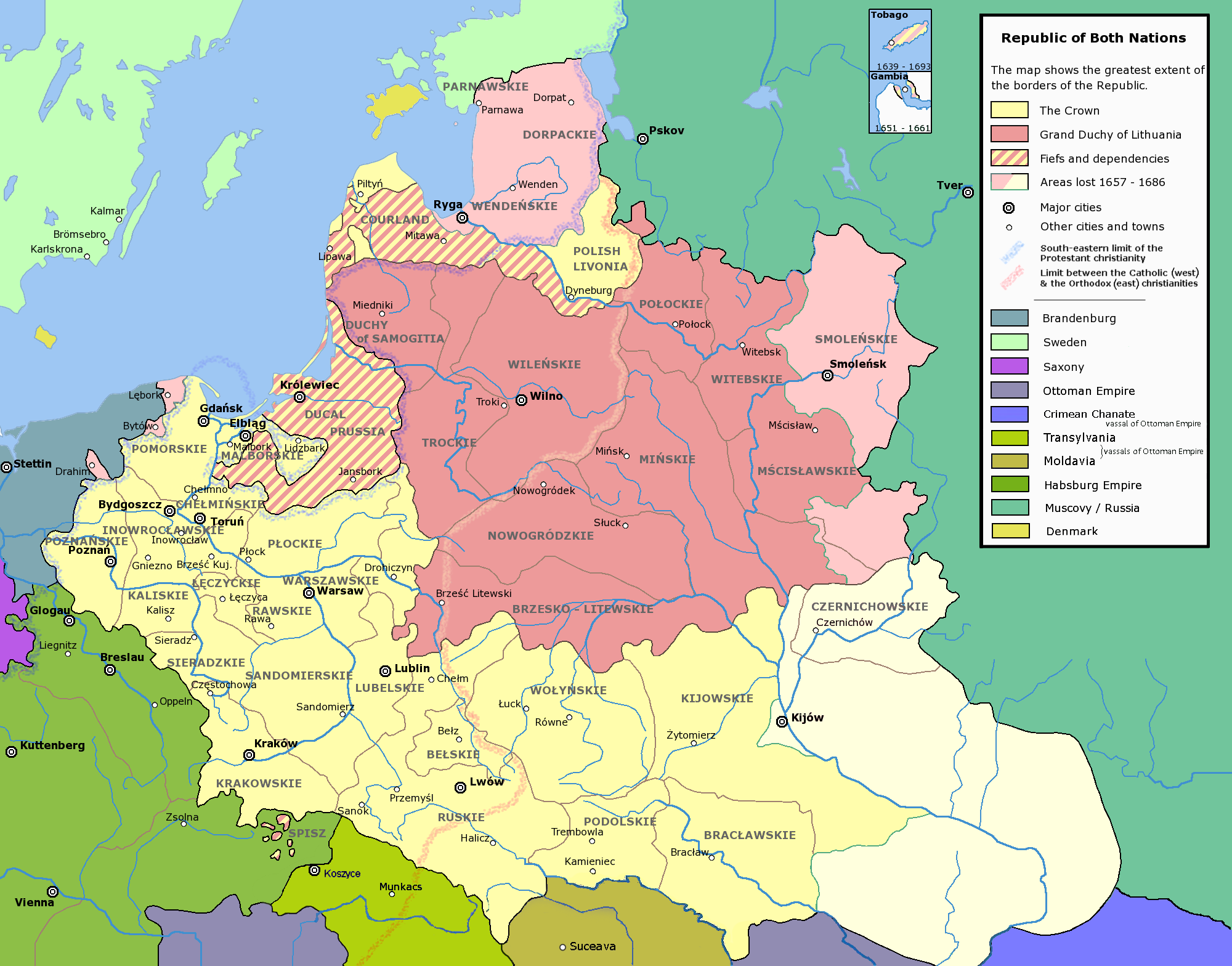
Voivodias da República das Duas Nações por volta de 1619.

A República das Duas Nações, Prowincja wielkopolska, małopolska, litewska e o Ducado da Livônia (Infantly)

Uma prowincja (plural: prowincje), ou província, era a maior subdivisão territorial da Polônia e mais tarde da República das Duas Nações. A história dessas "províncias" datam do período da fragmentação da Polônia (1138-1295), até o estatuto do rei Casimiro III, em 1347. Depois da União de Lublin (1569), a República das Duas Nações foi dividida em três províncias:
- Província da Grande Polônia (prowincja wielkopolska), compreendendo a  Grande Polônia propriamente dita, a Prússia Real, a Mazóvia e as voivodias de Łęczyca e Sieradz, com a capital da província sendo Poznań;

- Província da Pequena Polônia (prowincja małopolska), compreendendo a Pequena Polônia propriamente dita, a Podláquia, a voivodia da Rutênia, a Volínia, a Podólia, a voivodia de Quieve e a voivodia de Czernihów, com a capital da província sendo Cracóvia; e a
- Província da Lituânia (prowincja litewska), compreendendo a Lituânia propriamente dita, a Samogícia, a Livônia, a Bielorrússia e a voivodia de Smoleńsk, com a capital da província sendo Wilno (atual Vilnius).

As Províncias da Grande e da Pequena Polônia constituíam a "Coroa”, isto é, a "Coroa do Reino da Polônia". A Província da Lituânia coexistia com o Grão-Ducado da Lituânia.
Uma prowincja, embora maior que uma voivodia, era muito menos importante com relação a cargos oficiais e poder. Na realidade, uma prowincja era meramente uma unidade titular da administração; o poder real ficava com as voivodias (e em menor grau, com as ziemias).
O termo "prowincja" não tem sido usado para indicar qualquer parte da Polônia independente desde a Terceira Partição da República das Duas Nações (1795) — diferentemente da "ziemia", que tem sido usado para certas regiões geográficas. Desde 1795, "prowincja" tem sido empregado apenas para determinadas unidades da administração externamente impostas dentro dos territórios da antiga República das Duas Nações.
Os textos ingleses algumas vezes se referem às voivodias da Polônia como "províncias", o que pode causar certa confusão sem saber se o texto em inglês está a se referir a uma "prowincja" ou a uma "województwo". Esta confusão pode ser evitada se for empregado para a antiga "prowincja" polonesa o termo "Região" ("Região da Grande Polônia”, “Região da Pequena Polônia”, “Região da Lituânia").